# Herb gminy Radowo Małe
Herb gminy Radowo Małe – jeden z symboli gminy Radowo Małe w postaci herbu.

## Wygląd i symbolika
Herb przedstawia w polu złotym wilka czerwonego w koronie złotej ponad wstęgą falistą błękitną. Herb stanowi interpretację pieczęci dawnego miasta Strzmiele, które leży na terenie gminy. Aktualnie używaną wersję herbu opracowali Kamil Wójcikowski i Robert Fidura. Została ona przyjęta 12 maja 2022 roku.

Herb gmniy Radowo Małe do 2022 roku

## Historia
W latach 1992–2022 gmina posługiwała się herbem wyobrażającym pług w złotym kolorze i drzewo iglaste w kolorze zielonym na czerwonym tle. Z boku znajdowały się trzy pasy w kolorach białym, oznaczającym czyste powietrze, żółtym, oznaczającym złote łany zbóż oraz niebieskim symbolizującym czystą wodę. Herb ten nie miał żadnego umocowania w tradycji historycznej gminy, nawiązywał tylko do walorów przyrodniczo-krajobrazowych. 